# Emmingen-Liptingen
Emmingen-Liptingen é um município da Alemanha, no distrito de Tuttlingen, na região administrativa de Freiburg, estado de Baden-Württemberg.